# U.S. Pro Indoor 1977
Lo U.S. Pro Indoor 1977 è stato un torneo di tennis giocato sintetico indoor. È stata la 10ª edizione dello U.S. Pro Indoor, che fa parte del World Championship Tennis 1977. Si è giocato al Wachovia Spectrum di Filadelfia in Pennsylvania negli Stati Uniti dal 24 al 30 gennaio 1977.

## Partecipanti

### Teste di serie
| Nazionalità | Giocatore        | Ranking | Testa di serie |
| ----------- | ---------------- | ------- | -------------- |
| Stati Uniti | Jimmy Connors    | 1       | 1              |
| Svezia      | Björn Borg       | 2       | 2              |
| Romania     | Ilie Năstase     | 3       | 3              |
| Spagna      | Manuel Orantes   | 4       | 4              |
| Italia      | Adriano Panatta  | 7       | 5              |
| Stati Uniti | Harold Solomon   | 8       | 6              |
| Stati Uniti | Eddie Dibbs      | 9       | 7              |
| Stati Uniti | Brian Gottfried  | 10      | 8              |
|             | n/a              |         | 9              |
| Australia   | Ken Rosewall     | 13      | 10             |
| Polonia     | Wojciech Fibak   | 14      | 11             |
| Stati Uniti | Dick Stockton    | 15      | 12             |
|             | n/a              |         | 13             |
| Regno Unito | Mark Cox         | 17      | 14             |
| Stati Uniti | Vitas Gerulaitis | 18      | 15             |
| Rep. Ceca   | Jan Kodeš        | 19      | 16             |

## Campioni

### Singolare maschile
Dick Stockton ha battuto in finale  Jimmy Connors con il punteggio di 3–6,  6–4, 3–6, 6–1, 6–2

### Doppio maschile
Bob Hewitt /  Frew McMillan hanno battuto in finale  Wojciech Fibak /  Tom Okker con il punteggio di 7–5, 6–3